# NGC 6598
NGC 6598 is een spiraalvormig sterrenstelsel in het sterrenbeeld Draak. Het hemelobject werd op 6 september 1883 ontdekt door de Amerikaanse astronoom Lewis A. Swift.

## Synoniemen
- UGC 11139
- MCG 12-17-18
- ZWG 340.37
- KAZ 187
- PGC 61462